# Donna Leon – Nobiltà
Donna Leon – Nobiltà ist ein deutscher Kriminalfilm von Sigi Rothemund aus dem Jahr 2002. Es handelt sich um den vierten Teil der Donna-Leon-Filmreihe.

## Handlung
In Venedig wird bei Bauarbeiten ein Skelett gefunden. Es trägt an einem Finger einen Ring der adeligen Familie Lorenzoni. Durch zahntechnische Untersuchungen wird klar, dass es sich bei der Leiche um Roberto Lorenzoni, den einzigen Sohn des Unternehmers Ludovico Lorenzoni und seiner Frau Cornelia handelt, der vor zwei Jahren entführt worden ist. Mit den Ermittlungen wird Commissario Guido Brunetti beauftragt.
Brunetti befragt zunächst Robertos damalige Freundin, Francesca Salviati. Sie schildert ihm noch einmal die Entführung. Roberto und sie waren auf dem Heimweg; Roberto habe gerade das Nummernschloss für das Tor zu seiner Villa in Treviso betätigt, als er von vermummten Unbekannten entführt worden sei. Francesca eröffnet Brunetti, dass sie sich zu dieser Zeit bereits von Roberto habe trennen wollen; er habe sich ständig krank gefühlt, die Ärzte hätten ihn jedoch stets für gesund befunden. Als Brunetti ohne Erlaubnis das Grundstück in Treviso inspiziert, wird auf ihn geschossen. Der Schütze ist Maurizio, ein Vetter von Roberto, der von dessen Familie wie ein zweiter Sohn aufgezogen wurde und Ludovicos Konzern dereinst übernehmen soll. Maurizio ist auch anwesend, als Brunetti der Familie wenig später eröffnet, dass das Skelett tatsächlich Robertos Leiche ist. Roberto scheint erschossen worden zu sein. Eine erneute Vernehmung von Cornelia und Ludovico scheitert, da Ludovico den Termin für ein Gespräch festlegen wird.
Brunetti erhält von verschiedenen Seiten Informationen zugetragen. Vor zwei Jahren hieß es, dass kurz nach der Entführung ein Lösegeld für Roberto verlangt worden sei, Ludovico jedoch nicht habe zahlen können, da der Staat plötzlich seine Gelder gesperrt habe. Nun erfährt Brunetti von dessen Schwiegervater, dass Ludovico das Geld von einem Bekannten hätte kriegen können, darauf jedoch verzichtet habe. Robertos Reisepass und Kreditkartenabrechnungen zeigen zahlreiche Reisen in Länder Osteuropas; die letzte Reise führte ihn für einen Tag nach Belarus. Die Obduktionsergebnisse wiederum lassen Brunetti ratlos zurück. Obwohl Roberto Nichtraucher war, zeigen die Werte an, dass er über einen längeren Zeitraum extrem viel geraucht haben muss. Brunetti wendet sich an einen Arzt, der Roberto kurz vor seinem Tod behandelt hat, und bestellt sich die damaligen Laborergebnisse.
Im Hause Lorenzoni wird Cornelia Zeugin eines lautstarken Streits zwischen Ludovico und Maurizio, in dem Maurizio schließlich damit droht, alles der Polizei zu verraten; Ludovico wirft ihm darauf an den Kopf, ohne ihn wäre er ein Nichts geblieben. Es fällt ein Schuss – Ludovico hat Maurizio getötet. Brunetti gegenüber behauptet Ludovico, er habe in Notwehr gehandelt. Cornelia ist durch einen Schock vernehmungsunfähig. Brunetti erfährt kurze Zeit später die Laborergebnisse zu Roberto, der offenbar an der Strahlenkrankheit gelitten hat, also mit radioaktivem Material in Verbindung gekommen sein muss. Er konfrontiert Ludovico mit seinem Verdacht, dass Roberto in seinem Auftrag radioaktives Material aus Osteuropa nach Venedig schmuggeln sollte, ohne zu wissen, was er eigentlich transportiert. Als er neugierig einen der Koffer mit den Behältern geöffnet habe, sei er unwissentlich verstrahlt worden. Ludovico gibt dies zu und erklärt, dass die Entführung des kranken Roberto von Männern ausgeführt worden sei, die ihm einen Gefallen schuldeten. Roberto sei an der Krankheit verstorben und erst danach zum Schein in den Kopf geschossen worden. Maurizio wiederum habe sterben müssen, weil er angefangen habe, Fragen zu stellen. Da Brunetti keine Zeugen für Ludovicos Aussagen hat, kann er ihn nicht festnehmen. Wenig später erscheint Cornelia bei ihm und schildert, was sie vor Maurizios Ermordung gesehen und gehört hat. Damit ist Ludovico überführt.

## Produktion
Donna Leon – Nobiltà wurde vor Ort in Venedig gedreht. Der Film hatte am 17. Oktober 2002 im Ersten Fernsehpremiere. Es war der letzte Film, in dem Joachim Król den Kommissar spielte; ab Folge 5 übernahm Uwe Kockisch die Hauptfigur und auch weitere Rollen, wie die der Paola Brunetti (ab Folge 5: Julia Jäger), wurden umbesetzt.
Die Titelmusik stammt von André Rieu.

## Kritik
Das Lexikon des internationalen Films nannte Donna Leon – Nobiltà „routiniert-gepflegte, etwas zähflüssige Krimikost nach Donna Leon, geprägt von soliden Darstellerleistungen.“
TV Spielfilm befand: „So schmackhaft wie Pasta mit Sauerkraut“.